# Ernest Adamič
Ernest Adamič, slovenski režiser, scenarist, montažer * 27. november 1898, Ljubljana, † 12. maj 1977, Ljubljana.

## Filmografija
Rodil se je očetu Avguštinu in materi Katarini (roj. Brus). Brat mu je bil skladatelj Emil Adamič.
Snemal je večinoma dokumentarne filme, pri katerih je sodeloval tudi kot scenarist in montažer.

### Režiser
- Gradimo zadružne domove (1949)
- Med zagorskimi rudarji (1949)
- Pšata (1949)
- Gradimo veliki atelje (1950)
- Nesrečna kost (1954)
- Otok galebov (1956)
- Zemlja kliče (1956)
- Sok naše zemlje (1957)
- Prva izmena (1958)
- V dolini Soče (1958)
- Kraški kamnarji (1959)
- Štehvanje (1959)
- Sprehod (1961)
- Otroci in metulji (1963)
- Malo potepanje (1964)
- Prekomorci (1965)